# Parmotrema grayanum
Parmotrema grayanum är en lavart som först beskrevs av Hue, och fick sitt nu gällande namn av Hale. Parmotrema grayanum ingår i släktet Parmotrema och familjen Parmeliaceae.   Inga underarter finns listade i Catalogue of Life.